# Opheusden
Opheusden est un village situé dans la commune néerlandaise de Neder-Betuwe, dans la province de Gueldre. Le village compte environ 6 000 habitants.

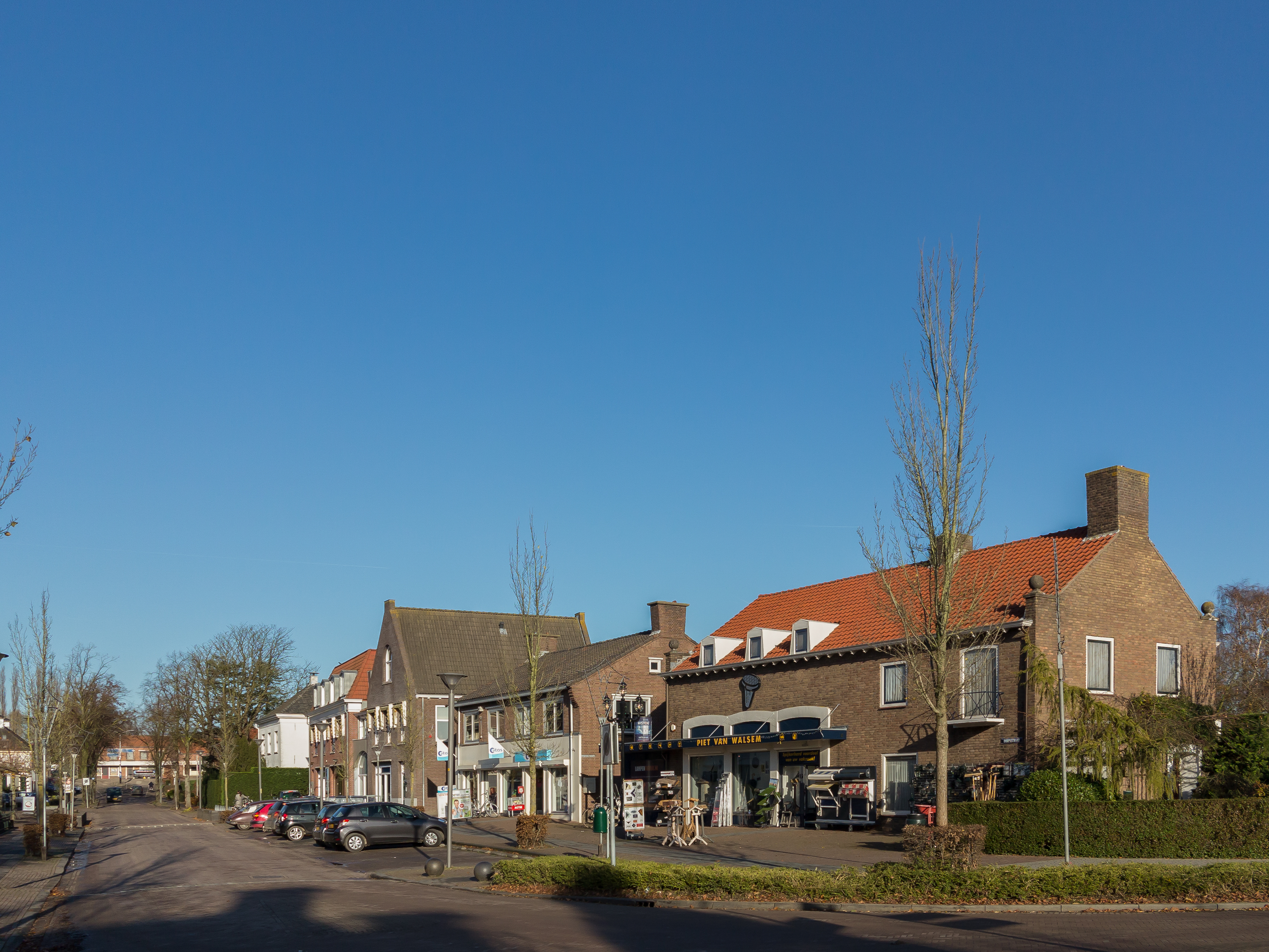
Vue dans la rue: de Dorpsstraat

## Histoire
Opheusden était une commune indépendante sous le nom de Heusden jusqu'au 1er janvier 1818, date de son rattachement à Kesteren.

## Transport
Opheusden possède une gare ferroviaire sur la ligne de chemin de fer reliant Elst à Dordrecht.